# Waza Chigi
Waza Chigi (wł. Olpe Chigi) – datowane na ok. 650–625 p.n.e. starożytne greckie polichromowane naczynie w typie olpe (ojnochoe), wykonane przez anonimowego artystę tworzącego w stylu protokorynckim (tzw. Malarz Chigi).
Naczynie odkryte zostało w 1882 roku przez włoskiego archeologa Rodolfo Lancianego w częściowo splądrowanym etruskim grobowcu w Formello koło Wejów, położonym na terenie posiadłości księcia Mario Chigi (stąd nazwa wazy). Potłuczone na kilka kawałków, zostało przewiezione do Rzymu i zrekonstruowane. Obecnie znajduje się w zbiorach rzymskiej Villa Giulia.
Zdobiąca powierzchnię wazy dekoracja malarska ujęta jest w trzech horyzontalnych pasach. W pasie górnym ukazano dwa ścierające się ze sobą szeregi hoplitów. W pasie środkowym przedstawieni zostali jeźdźcy polujący na lwy, pod uchwytem wazy natomiast sąd Parysa. W dolnym pasie widnieje scena polowania z psami na zające.